# Granja Florestal
Granja Florestal é um bairro de Teresópolis, cidade localizada no interior do estado do Rio de Janeiro.

## História

### Enchentes e deslizamentos
O bairro foi atingido pelas enchentes e deslizamentos de terra no Rio de Janeiro em 2011. Até os dias atuais, a única ação realizada pelo poder público foi a obra de contenção na Estrada do Salaco, fazendo da Granja um bairro fantasma.

## Demografia
De acordo com o Instituto Brasileiro de Geografia e Estatística (IBGE), sua população no ano de 2010 era de 4 085 habitantes, sendo 2 196 mulheres (53.8%) e 1 889 homens (46.2%), possuindo um total de 1 186 domicílios.